# Cargoitalia
Cargoitalia S.p.A. war eine italienische Frachtfluggesellschaft mit Sitz in Mailand und Basis auf dem Flughafen Mailand-Malpensa. Der Verwaltungssitz befand sich in Lonate Pozzolo.

## Geschichte
Cargoitalia wurde im Jahr 2003 gegründet und übernahm 2009 das Frachtfluggeschäft der aufgelösten Alitalia Cargo, jedoch ohne die Vermarktungsrechte der Frachtkapazitäten der Passagierflugzeuge der Alitalia, welche diese nach ihrer Restrukturierung behielt. Der Flugbetrieb wurde nach einer Unterbrechung mit zunächst zwei McDonnell Douglas MD-11F wieder aufgenommen. Der Flugverkehr wurde zum 21. Dezember 2011 aufgrund der Unternehmensliquidation schließlich komplett eingestellt.

## Ziele
Cargoitalia führte Frachtflüge zu weltweiten Destinationen durch. Auf Linienflügen wurden Verbindungen von Mailand über New York nach Chicago sowie von Mailand über Dubai nach Hongkong und jeweils auf gleicher Strecke zurück bedient.

## Flotte

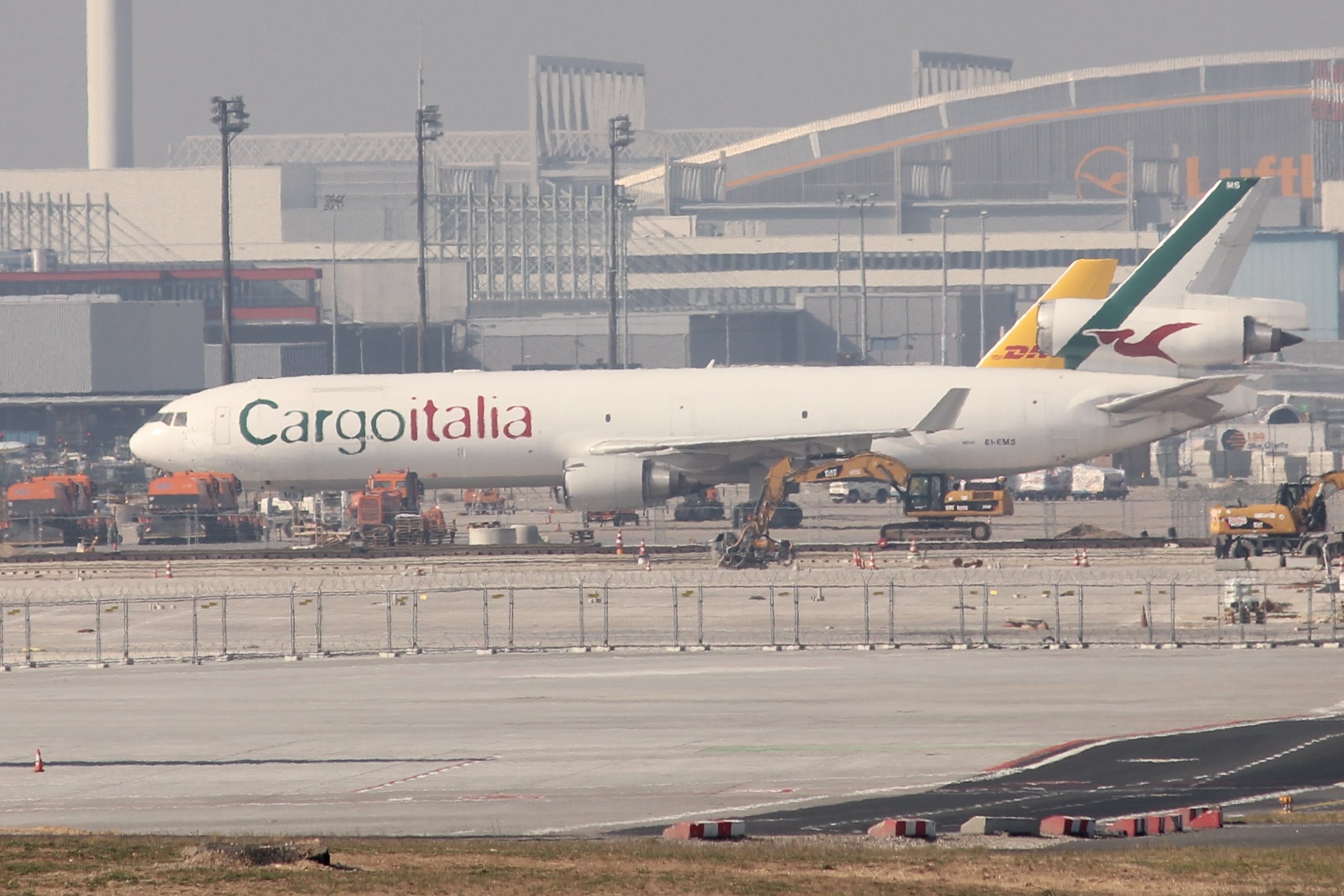
Andere Lackierung der Cargoitalia

Mit Stand September 2011 bestand die Flotte der Cargoitalia aus drei Flugzeugen:
- 3 McDonnell Douglas MD-11F

Zudem wurde eine Absichtserklärung über den Kauf von fünf Airbus A330-200F sowie drei Optionen unterzeichnet.